# Kurt Neven DuMont
Kurt Neven DuMont (* 15. April 1902 in Köln; † 6. Juli 1967 in München) war ein deutscher Zeitungsverleger.

## Abstammung und Ausbildung

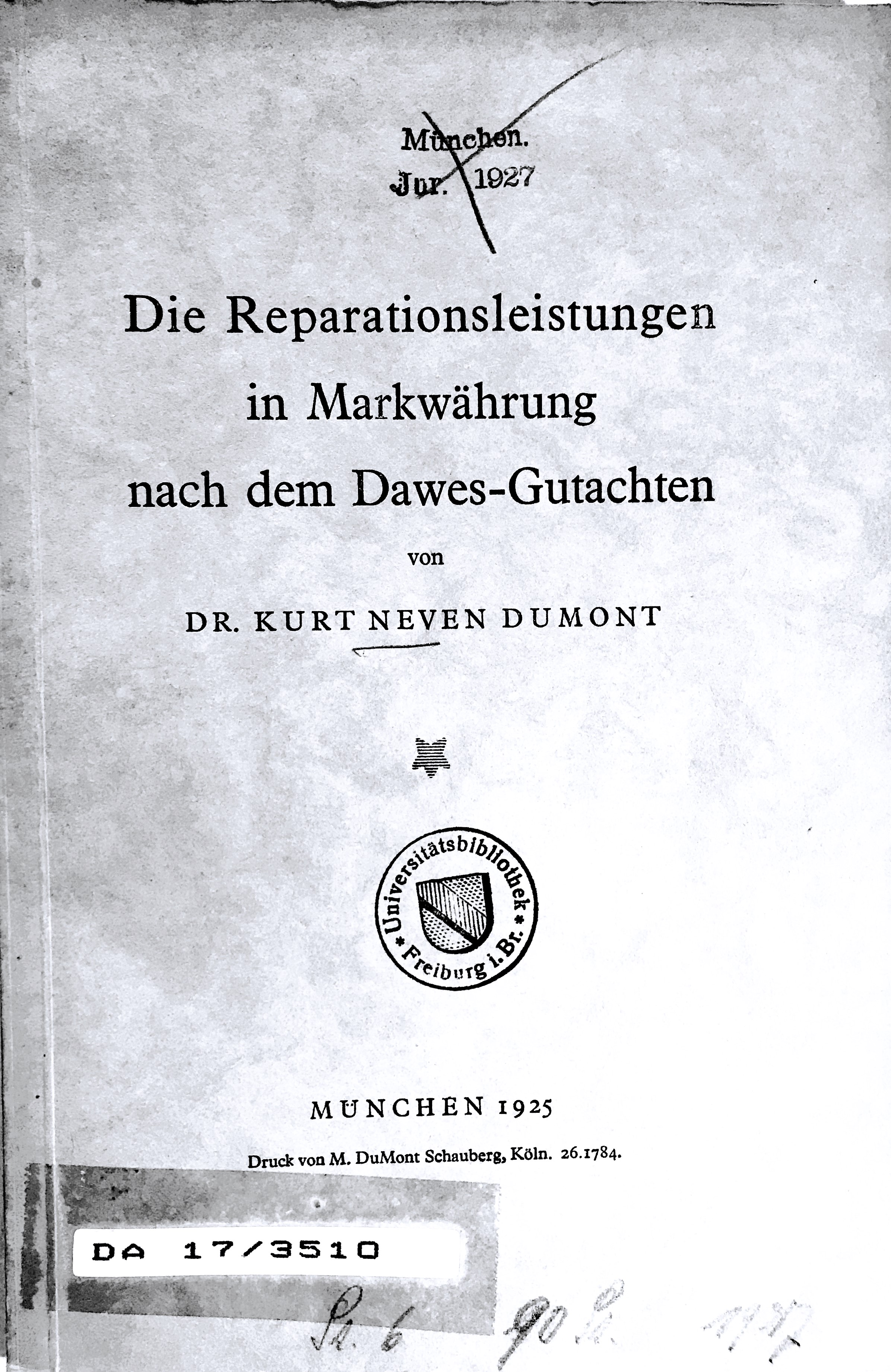
Deckblatt der Münchner Dissertation von 1927

Kurt Neven DuMont entstammt väterlicherseits der im achtzehnten Jahrhundert aus dem Lüttichschen zugewanderten Familie des Maastrichters Mathieu Neven (1796–1878), die zunächst in der Tabakfabrikation zu großem Wohlstand gekommen war. Der jüngste Sohn des Verlegers und Kommerzienrates Alfred Neven DuMont (1868–1940) und seiner Ehefrau Alice (1877–1964) studierte nach dem Besuch des Realgymnasiums Köln-Lindenthal an den Universitäten zu Köln und München und beendete seine akademische Laufbahn 1927 bei Adolf Weber mit der Promotion zum Dr. oec. publ. in München. Thema der Dissertation von Kurt Neven DuMont waren die deutschen Reparationszahlungen nach dem Ersten Weltkrieg.

## Beruflicher Werdegang
In die Geschäftsleitung der elterlichen Verlagsgesellschaft und Großdruckerei M. DuMont Schauberg trat Neven DuMont am 1. Januar 1927 ein, nachdem er eine längere Ausbildungszeit in einem Berliner Großverlag absolviert hatte. 1933 wurde er neben seinem Vetter August Neven DuMont, dem langjährigen Seniorchef, zu gleichen Teilen Inhaber des Familienunternehmens, welches neben der Kölnischen Zeitung (seit 1805), der Kölnischen Illustrierten Zeitung (seit 1926) und dem Sonntag Morgen (seit 1932) auch den Kölner Stadt-Anzeiger (seit 1876) herausgab.

## Publizistik im Nationalsozialismus
Der Verlagsbiograph Manfred Pohl sieht in Kurt Neven DuMonts Haltung zum Nationalsozialismus drei Entwicklungsphasen – vom kritischen zum unentschiedenen bis zum angepassten Geist. Insbesondere im Jahr 1933 musste sich der Verlag gegen Übernahmeversuche des Westdeutschen Beobachters – dem rheinischen Ableger des NSDAP-Organs Völkischer Beobachter – behaupten, welcher mit Dumpingpreisen, Boykottaufrufen an die Adresse der Anzeigenkunden und Einschüchterungsversuchen gegenüber den Abonnenten eine Kampagne gegen die etablierten Konkurrenzblätter in Köln führte. Kurt Neven DuMont gelang es, den Bestand seines Verlagshauses bis zum Kriegsende zu sichern, nicht zuletzt auch deshalb, weil seine damals international renommierte Kölnische Zeitung der unmittelbaren Aufsicht des Reichspropagandaministeriums unterstand und als ein journalistisches Feigenblatt gegenüber dem Ausland den Anschein einer freien Presse im Dritten Reich aufrechterhalten sollte. Kurt Neven DuMont trat am 1. Mai 1937 in die NSDAP ein.

### Frühe Linientreue
Der Verlag schwenkte bereits Wochen vor der Machtergreifung – und damit deutlich früher als andere – auf nationalsozialistische Linie ein. Die Kölnische Illustrierte Zeitung druckte in der Neujahrsausgabe vom 1. Januar 1933 einen euphorischen Artikel über die faschistische Jugenderziehung in Italien, die Kölnische Zeitung titelte am gleichen Tag: „Auf Hitler kommt es an!“ und prognostizierte: „Das Jahr 1933 stellt Hitler vor die Entscheidung, ob er als vergötterter Führer und vielleicht auch als Märtyrer einer Glaubensgemeinschaft vor den Toren der Politik stehen bleiben will, oder ob er die Verantwortung zu tragen bereit ist, die positiven Kräfte seiner Bewegung in die Waagschale der praktischen Politik zu werfen. Im Interesse einer nationalen Festigung möchte man hoffen, daß Hitler den zweiten Weg findet.“
Die Kölnische Illustrierte Zeitung mischte sich in ihrer Ausgabe vom 11. November 1933 direkt in die Reichstagswahl ein, eine Scheinwahl mit NSDAP-Einheitsliste, gekoppelt mit einer Volksabstimmung, indem sie das Titelblatt suggestiv zum Wahlzettel umgestaltete. Im Hintergrund der Bildmontage sind Massen von Menschen zu sehen, die die Hand zum Hitlergruß heben. Der Verlag machte sich auch frühzeitig die Vorstellungen der Nationalsozialisten zur „entarteten Kunst“ zu eigen, indem er am 1. Juli 1933 auf der Titelseite der Illustrierten ein vom Künstler absichtlich mit SS-Symbolen überfrachtetes Fahrrad zeigte und auf den Kampfbund für deutsche Kultur in Köln verwies, der mit einer aktuellen Ausstellung genau „solche Geschmacklosigkeiten bekämpfen will“. Die Titelseite vom 13. Juni 1940 zeigte „siegreiche deutsche Soldaten“ und das Foto eines gefangengenommenen afrikanischen Kolonialsoldaten. Die Bildunterschrift dazu lautete: „Mit diesem Abschaum der Menschheit wollten die Franzosen auch 1940 deutsches Kulturland erobern.“ Zum zehnten Jahrestag der Machtergreifung 1943 ehrte die Kölnische Illustrierte Zeitung Adolf Hitler mit dessen Konterfei auf dem Titelblatt als „Schöpfer des Großdeutschen Reiches“.

### Übernahme der Kölnischen Volkszeitung
1941 verbot das Reichspropagandaministerium die zentrumsnahe Kölnische Volkszeitung, eine im christlichen Verlag J. Bachem seit 80 Jahren erschienene katholische Zeitung. Sie war eine direkte Konkurrenz zu DuMonts Kölnischer Zeitung. Ihr Herausgeber Reinhold Heinen kam wegen seiner konservativen, staatskritischen Tätigkeit vier Jahre in das KZ Sachsenhausen. Kurt Neven DuMont übernahm den Abonnentenstamm der Kölnischen Volkszeitung zu einem Preis von 23 Reichsmark pro Kunde. Zeitgleich erhöhte sich das Volumen seines Beitrages zur Adolf-Hitler-Spende der deutschen Wirtschaft, also für die Parteikasse der NSDAP, von 500 Reichsmark (1940) auf jeweils 6500 Reichsmark in den Jahren 1941 und 1942.
Dank guter Verbindungen zum Oberkommando der Wehrmacht (OKW) profitierte der Verlag M. DuMont Schauberg darüber hinaus von der Wehrmachtsfürsorge: Die Kölnische Zeitung wurde von der Propagandaabteilung des OKW bezogen und an deutsche Frontsoldaten versandt. Im Sommer 1944 erhielt Neven DuMont vom Reichsministerium für Volksaufklärung und Propaganda das Kriegsverdienstkreuz 1. Klasse mit Schwertern, durch welches besondere Verdienste unter feindlicher Waffenwirkung oder in der militärischen Kriegsführung ausgezeichnet wurden.
Kurt Neven DuMont behielt eine Reihe von regimekritischen Journalisten wie August Dresbach, Fritz Hauenstein und Gert H. Theunissen in der Redaktion der Kölnischen Zeitung und beschäftigte bis in die letzten Kriegsjahre eine Mitarbeiterin jüdischer Abstammung als Sekretärin.

### Kriegsende
Nach dem Ende des Zweiten Weltkrieges wurden DuMonts Blätter, wie alle Zeitungen, die während der NS-Herrschaft publiziert hatten, verboten. Die Kölnische Zeitung erhielt auch später keine Lizenz von der Britischen Besatzungsmacht. Nach der Gründung der Bundesrepublik 1949 wurde nur die bisherige lokale Kölner Ausgabe, der Kölner Stadt-Anzeiger, vom DuMont-Verlag wiederbelebt. Seit 1962 führt dieser aus Traditionsgründen den Untertitel Kölnische Zeitung.
Zur Beseitigung von Kriegsschäden auf dem Verlagsgelände soll der Verlag auch politische Häftlinge eingesetzt haben. Noch 1947 musste die Zahlung der rückständigen Löhne für solche Arbeitseinsätze durch die Stadt Köln angemahnt werden. Darstellungen, wonach Kurt Neven DuMont und seine Ehefrau privat wie geschäftlich von der Arisierung jüdischer Vermögen profitiert hätten, wies der Verlag zurück: Der Ankauf fraglicher Grundstücke und Immobilien in bester Lage Kölns zwischen 1938 und 1941 sei zum Verkehrswert abgewickelt worden und stehe in keinem direkten Zusammenhang mit der Emigration oder Deportierung der jüdischen Alteigentümer.
Nachdem das Unternehmen M. DuMont Schauberg im Februar 2006 angekündigt hatte, zur differenzierten Aufarbeitung dieses Teils der Verlagsgeschichte einen unabhängigen renommierten Historiker zu gewinnen, wurde im Mai 2006 Manfred Pohl mit dieser Aufgabe betraut. Im März 2009 veröffentlichte er seine Forschungsergebnisse unter dem Titel M. DuMont Schauberg. Der Kampf um die Unabhängigkeit des Zeitungsverlags unter der NS-Diktatur.

## Neubeginn nach dem Zweiten Weltkrieg
Unmittelbar nach Kriegsende erhielten verschiedene Kölner Zeitungen die für ein erneutes Erscheinen erforderliche Presselizenz. Neben der kommunistischen Volksstimme und dem sozialdemokratisch orientierten Blatt Rheinische Zeitung (Lizenzträger: Hans Böckler u. a.) kam auch die CDU-nahe Kölnische Rundschau (Lizenzträger: Reinhold Heinen u. a.) als Nachfolgerin der Kölnischen Volkszeitung auf den Markt. Allein Kurt Neven DuMont wurde die entsprechende Genehmigung durch die Militärregierung verweigert, da er als politisch belastet galt. Erst nach dem Wegfall des Lizenzzwanges von Tageszeitungen mit Gründung der Bundesrepublik konnte Neven DuMont am 29. Oktober 1949 die erste Ausgabe des Kölner Stadt-Anzeigers nach dem Zweiten Weltkrieg herausgeben.

## Nachfolgerschaft
Im September 1953 trat der Sohn Kurt Neven DuMonts, Alfred Neven DuMont, in das Verlagshaus M. DuMont-Schauberg ein und war dort ab 1955 zunächst publizistischer Leiter des Kölner Stadt-Anzeiger.
1960 wechselte dieser auf die Herausgeberseite und wurde gemeinsam mit Ernst Brücher, einem Schwiegersohn Kurt Neven DuMonts, sowie Dieter Schütte, dem Schwiegersohn August Neven DuMonts zum persönlich haftenden Gesellschafter der Firma M. DuMont-Schauberg.
Kurt Neven DuMont war verheiratet mit Gabriele DuMont, geborene von Lenbach, Tochter des Malers Franz von Lenbach und hatte vier Kinder, darunter der 1936 in Köln geborene Reinhold Neven DuMont, der 1967 Geschäftsführer von Kiepenheuer & Witsch wurde. Kurt Neven DuMont starb am 6. Juli 1967 im Alter von 65 Jahren in der Universitätsklinik München. Seine Grabstätte befindet sich auf dem Friedhof Holzhausen am Starnberger See. Nachfolger als alleiniger Herausgeber der im Verlag erscheinenden Presseerzeugnisse wurde sein Sohn Alfred Neven DuMont.
Seit 1976 verleiht die Westdeutsche Akademie für Kommunikation jährlich eine von Alfred Neven DuMont gestiftete Dr. Kurt Neven DuMont Medaille „für besondere Verdienste um die Werbung“.

## Ämter und Mitgliedschaften
- Mitglied im Stahlhelm
- Mitglied der SA
- Mitglied der Nationalsozialistischen Deutschen Arbeiterpartei (NSDAP)
- Mitglied des Aufsichtsrates von dpa in Hamburg
- Mitglied des Vorstandes des Vereins Rheinisch-Westfälischer Zeitungsverleger
- Mitglied des Präsidiums des Bundesverbandes Deutscher Zeitungsverleger
- Vorsitzender des Rundfunk- und Fernsehausschusses der Fernsehkommission des Bundesverbandes Deutscher Zeitungsverleger
- Gründungsmitglied und erster Präsident der Rheinisch-Westfälischen Werbefachschule

## Schriften
- Die Reparationsleistungen in Markwährung nach dem Dawes-Gutachten. DuMont Schauberg, Köln/München 1925 (Zugl.: München, Univ., Diss., 1927).